# HC Zastávka
HC Zastávka (celým názvem: Hockey Club Zastávka) je český klub ledního hokeje, který sídlí v obci Zastávka v Jihomoravském kraji. Založen byl v roce 1998. Od sezóny 2025/26 působí v Krajské lize Jižní Moravy a Zlína, čtvrté české nejvyšší soutěži ledního hokeje. Klubové barvy jsou černá, zelená a bílá.
Své domácí zápasy odehrává v Rosicích na tamějším zimním stadionu.

## Přehled ligové účasti
Stručný přehled
Zdroj:
- 2010–2011: Žďárský okresní přebor – sk. B (5. ligová úroveň v České republice)
- 2011–2013: Žďárský okresní přebor (5. ligová úroveň v České republice)
- 2013–2019 : Krajská soutěž Vysočiny (5. ligová úroveň v České republice)
- 2020–2021 : Krajská liga Vysočiny (4. ligová úroveň v České republice)
- 2025– : Krajská liga Jižní Moravy a Zlína (4. ligová úroveň v České republice)

Jednotlivé ročníky
Zdroj:
Legenda: ZČ – základní část, červené podbarvení – sestup, zelené podbarvení – postup, fialové podbarvení – reorganizace, změna skupiny či soutěže
| Česko (2010 – ) |                                   |           |          |                                         |               |
| Sezóny          | Soutěž                            | Úroveň    | ZČ       | Play-off, nadstavba, sk. o udržení...   | Poznámky      |
| 2010/11         | Žďárský okresní přebor – sk. B    | 5. úroveň | 5. místo |                                         | Reorganizace  |
| 2011/12         | Žďárský okresní přebor            | 5. úroveň | 7. místo |                                         | [ 6 ]         |
| 2012/13         | Žďárský okresní přebor            | 5. úroveň | 6. místo |                                         | Změna soutěže |
| 2013/14         | Krajská soutěž Vysočiny           | 5. úroveň | 7. místo | Zápas o 7. místo (neodehráno)           |               |
| 2014/15         | Krajská soutěž Vysočiny           | 5. úroveň | 4. místo | Zápas o 3. místo (prohra)               |               |
| 2015/16         | Krajská soutěž Vysočiny           | 5. úroveň | 5. místo |                                         |               |
| 2016/17         | Krajská soutěž Vysočiny           | 5. úroveň | 3. místo | Zápas o 3. místo (výhra)                |               |
| 2017/18         | Krajská soutěž Vysočiny           | 5. úroveň | 3. místo | Zápas o 3. místo (výhra)                |               |
| 2018/19         | Krajská soutěž Vysočiny           | 5. úroveň | 2. místo | Zápas o 3. místo (výhra)                |               |
| 2019/20         | Krajská soutěž Vysočiny           | 5. úroveň | 3. místo |                                         | Reorganizace  |
| 2020/21         | Krajská liga Vysočiny             | 4. úroveň | 3. místo | sezóna zrušena kvůli pandemii covidu-19 |               |
| ...             |                                   |           |          |                                         |               |
| 2025/26         | Krajská liga Jižní Moravy a Zlína | 4. úroveň |          |                                         |               |